# أولا سكوغ
أولا سكوغ (بالسويدية: Ulla Skoog)‏ هي ممثلة سويدية، ولدت في 23 فبراير 1951 في السويد.

## وصلات خارجية
- أولا سكوغ على موقع IMDb (الإنجليزية)
- أولا سكوغ على موقع ميتاكريتيك (الإنجليزية)
- أولا سكوغ على موقع روتن توميتوز (الإنجليزية)
- أولا سكوغ على موقع ألو سيني (الفرنسية)
- أولا سكوغ على موقع ميوزك برينز (الإنجليزية)
- أولا سكوغ على موقع تيرنر كلاسيك موفيز (الإنجليزية)
- أولا سكوغ على موقع أول موفي (الإنجليزية)
- أولا سكوغ على موقع قاعدة بيانات الأفلام السويدية (السويدية)
- أولا سكوغ على موقع قاعدة بيانات الفيلم (الإنجليزية)